# 보은군의회
보은군의회는 충청북도 보은군 지역을 관할하는 기초의회이다.